# Terrenate
Terrenate De Lopez es una localidad del estado mexicano de Tlaxcala. Es cabecera del municipio de Terrenate.

## Demografía
| Censo | Población |
| ----- | --------- |
| 1900  | 346       |
| 1910  | 563       |
| 1921  | 545       |
| 1930  | 756       |
| 1940  | 947       |
| 1950  | 1176      |
| 1960  | 1401      |
| 1970  | 1515      |
| 1980  | 1573      |
| 1990  | 3100      |
| 1995  | 3665      |
| 2000  | 4008      |
| 2005  | 4567      |
| 2010  | 4967      |
| 2020  | 5643      |